# Блок Олександр Олександрович

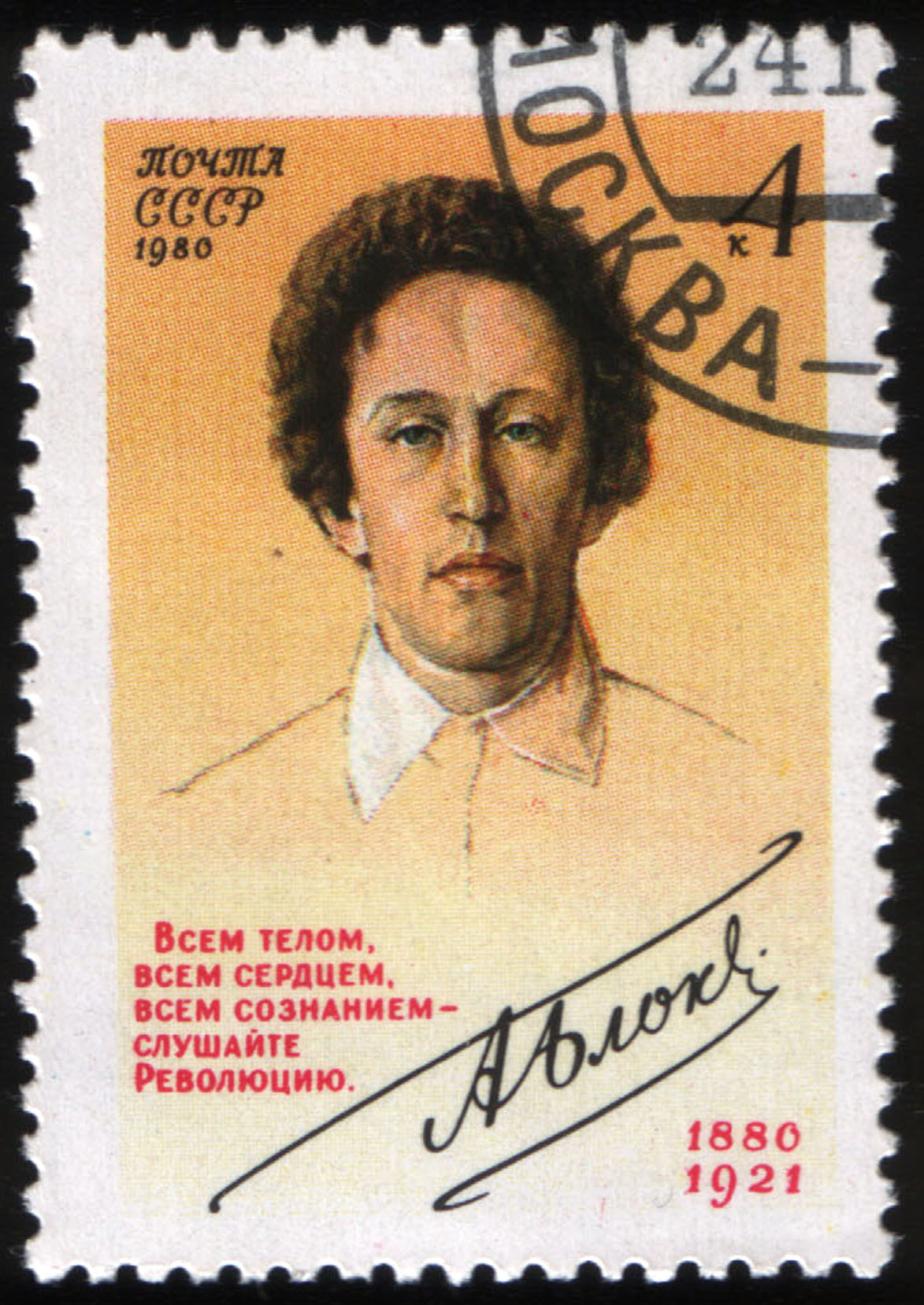
Поштова марка СРСР присвячена О. О. Блоку, 1980 (Каталог ЦФА 5128, Скотт 4880)

Олекса́ндр Олекса́ндрович Блок (нар. 16 (28) листопада 1880, Санкт-Петербург — пом. 7 серпня 1921, Петроград) — російський поет, драматург, перекладач.

## Життєпис
Народився 16 (28) листопада 1880 року. Мати Блока — дочка ректора Санкт-Петербурзького університету Андрія Бекетова. Незабаром після народження Олександра мати поета пішла від чоловіка, варшавського юриста Олександра Львовича Блока (1852—1909), через нестерпні стосунки. У 1889 році мати Блока одружилася з гвардійським офіцером Ф. Ф. Кублицьким-Піоттух. Дев'ятирічний Блок оселився з матір'ю і вітчимом в гренадерських казармах, розташованих на околиці Петербурга, на березі Великої Невки. Тоді ж Блока віддали в гімназію. У гімназії у Блока в молодших класах не було друзів. У старших класах він здружився з однокласником Гуном і з Віктором Греком. У 1897 році, опинившись з матір'ю за кордоном, в німецькому курортному містечку Бад Наугеймі, Блок пережив першу, але дуже сильну юнацьку закоханість. Вона залишила глибокий слід в його поезії. У 1897 на похоронах в Петербурзі зустрівся з Володимиром Соловйовим. У 1898 році закінчив гімназію, вступив на юридичний факультет Петербурзького університету. Через три роки перевівся на слов'яно-російське відділення історико-філологічного факультету, яке закінчив у 1906 році. В університеті Блок знайомиться з Сергієм Городецьким і з Олексієм Ремізовим.
Троюрідний брат поета, Сергій Михайлович Соловйов (молодший) згодом став священиком, був одним з найближчих друзів молодого Блока.
Перші вірші Блок написав у п'ять років. У 10 років Олександр Блок написав два номери журналу «Корабель». З 1894 по 1897 рік він разом з братами писав рукописний журнал «Вісник». З дитинства Олександр Блок кожне літо проводив у підмосковному маєтку діда Шахматово. За 8 км знаходився маєток товариша Бекетова, хіміка Дмитра Менделєєва, — Боблово. У 16 років Блок захопився театром. У Петербурзі Олександр Блок записався в театральний гурток. Однак після першого успіху ролей у театрі йому більше не давали.
У 1903 році Блок одружився з Любов'ю Менделєєвою, дочкою Д. І. Менделєєва, героїнею його першої книги віршів «Вірші про Прекрасну Даму». Вони були як принц і принцеса, але, на жаль, Олександр Блок не був постійний в своїх амурних справах і періодично закохувався у «світських левиць»: певний час це була актриса Наталя Миколаївна Волохова, потім — оперна співачка Андрєєва-Дельмас. Любов Дмитрівна теж дозволяла собі захоплення. На цьому ґрунті у Блока виник конфлікт з Андрієм Білим, описаний в п'єсі «Балаганчик». Білий, який вважав Менделеєву втіленням Прекрасної Дами, був палко закоханий в неї, але вона не відповіла йому взаємністю. Втім, після першої світової війни відносини в сім'ї Блоків налагодилися, і останні роки поет був вірним чоловіком Любові Дмитрівни.
У 1909 році відбувається дві важкі події в сім'ї Блока: помирає дитина Любові Дмитрівни і помирає батько Блока. Щоб прийти в себе Блок зі своєю дружиною їдуть відпочити в Італію. За італійські вірші Блока обрали в творче угрупування «Академія». До нього входили Валерій Брюсов, Михайло Кузмін, В'ячеслав Іванов, Інокентій Анненський.
Влітку 1911 року Блок знову їде за кордон. Цього разу він їде до Франції. Олександр Олександрович дає погану оцінку французькій моралі.
«Неотъемлемое качество французов (а бретонцев, кажется, по преимуществу) — невылазная грязь, прежде всего — физическая, а потом и душевная. Первую грязь лучше не описывать; говоря кратко, человек сколько-нибудь брезгливый не согласится поселиться во Франции.»
Влітку 1913 року Блок знову їде до Франції (за порадою лікарів). Олександр Олександрович знову не задоволений нею.
«Биарриц наводнён мелкой французской буржуазией, так что даже глаза устали смотреть на уродливых мужчин и женщин… Стало трудно найти пропитание, в ресторациях подают всякие отбросы с перцем. Да и вообще надо сказать, что мне очень надоела Франция и хочется вернуться в культурную страну — Россию.»
У 1912 році Блок написав драму «Троянда і Хрест». П'єса сподобалася К. Станіславському і В. Немировичу-Данченко, але драму так і не поставили в театрі.
7 липня 1916 Блока взяли на військову службу. Поет служив у Білорусі.
Лютневу і Жовтневу революції Блок зустрів зі змішаними почуттями. Він відмовився від еміграції, вважаючи, що повинен бути з Росією у важкий час. На початку травня 1917 року був прийнятий на роботу в «Надзвичайну слідчу комісію для розслідування протизаконних за посадою дій колишніх міністрів, головнокомандувачів та інших вищих посадових осіб як цивільних, так і військових та морських відомств» на посаді редактора. У серпні Блок почав працювати над рукописом, який він розглядав як частину майбутнього звіту Надзвичайної слідчої комісії і який буде опублікований в журналі «Минуле», і у вигляді книжки під назвою «Останні дні Імператорської влади» (Петроград, 1921).
На початку 1920 року помирає Франц Феліксович Кублицький-Піоттух від запалення легенів. Блок забрав до себе жити свою матір. Але вона і дружина Блока не ладнали між собою.
У січні 1921 року Блок з нагоди 84-ї річниці смерті Пушкіна виступив в Будинку літераторів зі своєю знаменитою промовою «Про призначення поета».
Опинившись у важкому матеріальному становищі, він серйозно хворів і 7 серпня 1921 помер у своїй останній петроградській квартирі від запалення серцевих клапанів. За кілька днів до смерті у Петербурзі були чутки (про це згадує Георгій Іванов у «Петербурзьких зимах»), ніби поет збожеволів. Дійсно, напередодні смерті Блок довго марив, одержимий єдиною думкою: чи всі примірники «Дванадцяти» знищено. Однак, за свідченнями Владислава Феліціановіча Ходасевича, поет помер у повній свідомості.
Поет був похований на Смоленському кладовищі. Відспівування відбулося в церкві Воскресіння Христового. Прах Блока перепохований на кладовищі Волковському.

## Творчість
Перші вірші (1898) написав під впливом Василя Жуковського, Михайла Лермонтова, Афанасія Фета. Друкуватися почав 1903. Збірка «Вірші про Прекрасну Даму» написана в дусі символізму.
Лірика Блоку, за своєю «стихійністю» близька музиці, формувалася під впливом романсу. Через поглиблення соціальних тенденцій (цикл «Місто», 1904—1908), релігійного інтересу (цикл «Снігова маска», Вид. «Ори», Санкт-Петербург 1907), осмислення «страшного світу» (однойменний цикл 1908—1916), усвідомлення трагедії сучасної людини (п'єса «Роза і хрест», 1912—1913) прийшов до ідеї неминучої"відплати" (однойменний цикл 1907—1913; цикл «Ямби», 1907—1914; поема «Відплата», 1910—1921) . Головні теми поезії знайшли відбиття в циклі «Батьківщина» (1907—1916).
Парадоксальне поєднання містичного і побутового, відчуженого і повсякденного є характерним для усієї творчості Блока в цілому. Це відмінна риса і його психічної організації, і, як наслідок, його власного, блоківського символізму. Особливо характерним виглядає стало-хрестоматійне класичне зіставлення туманного силуету «Незнайомки» і «п'яниць з очима кроликів». Блок взагалі був вкрай чутливий до повсякденних вражень і звуків навколишнього міста, і артистів, з якими стикався і яким симпатизував.
До революції музикальність віршів Блоку заколисувала аудиторію, занурювала її в якийсь сомнамбулічний сон.

## Блок і Україна
У жовтні 1907 відвідав Київ. Зупинявся в готелі «Ермітаж» (сучасна адреса: вулиця Богдана Хмельницького, 26). У 1913 році вдруге відвідав Київ. Мешкав на вулиці Володимирській, 81.
В Україні твори Блока друкувалися в періодиці (газета «Киевские вести», журнал «В мире искусств»). Поема «Двенадцать» вийшла окремою книгою в Одесі (1918), Харкові, Севастополі (обидві — 1921) та Львові (1922). Українською мовою її переклали Володимир Сосюра, Дмитро Загул, Василь Бобинський, Дмитро Павличко.
Окремі твори Блока українською мовою також переклали Павло Тичина, Михайло Жук (драма «Троянда і Хрест»), Максим Рильський, Іван Драч, Борис Олійник, Григорій Кочур, Михайло Литвинець, Степан Пінчук, Петро Іванов, Віктор Коптілов, Дмитро Паламарчук та ін.

## Вшанування пам'яті
- У Санкт-Петербурзі знаходиться музей-квартира О. О. Блока.
- У Москві є пам'ятник О. Блоку.
- Його вірш «Ніч, вулиця, ліхтар, аптека» перетворено в пам'ятник на одній з вулиць Лейдена (Нідерланди). Блок став третім поетом після Марини Цвєтаєвої та Вільяма Шекспіра, чиї вірші були нанесені на стіни будинків цього міста в рамках культурного проекту «Wall poems».

### Названо на честь
- 22 лютого 1939 року колишню вулицю Заводську в Ленінграді було перейменовано на вулицю Олександра Блока, адже неподалік знаходилась квартира, у якій він жив перед смертю.
- У пам'ять про Олександра Блока названо вулиці в Києві, Красногорську, Ростові-на-Дону, Усть-Абакані, Южно-Сахалінську і в інших населених пунктах держав — колишніх республік СРСР.
- На честь поета названо астероїд № 2540.

## Література

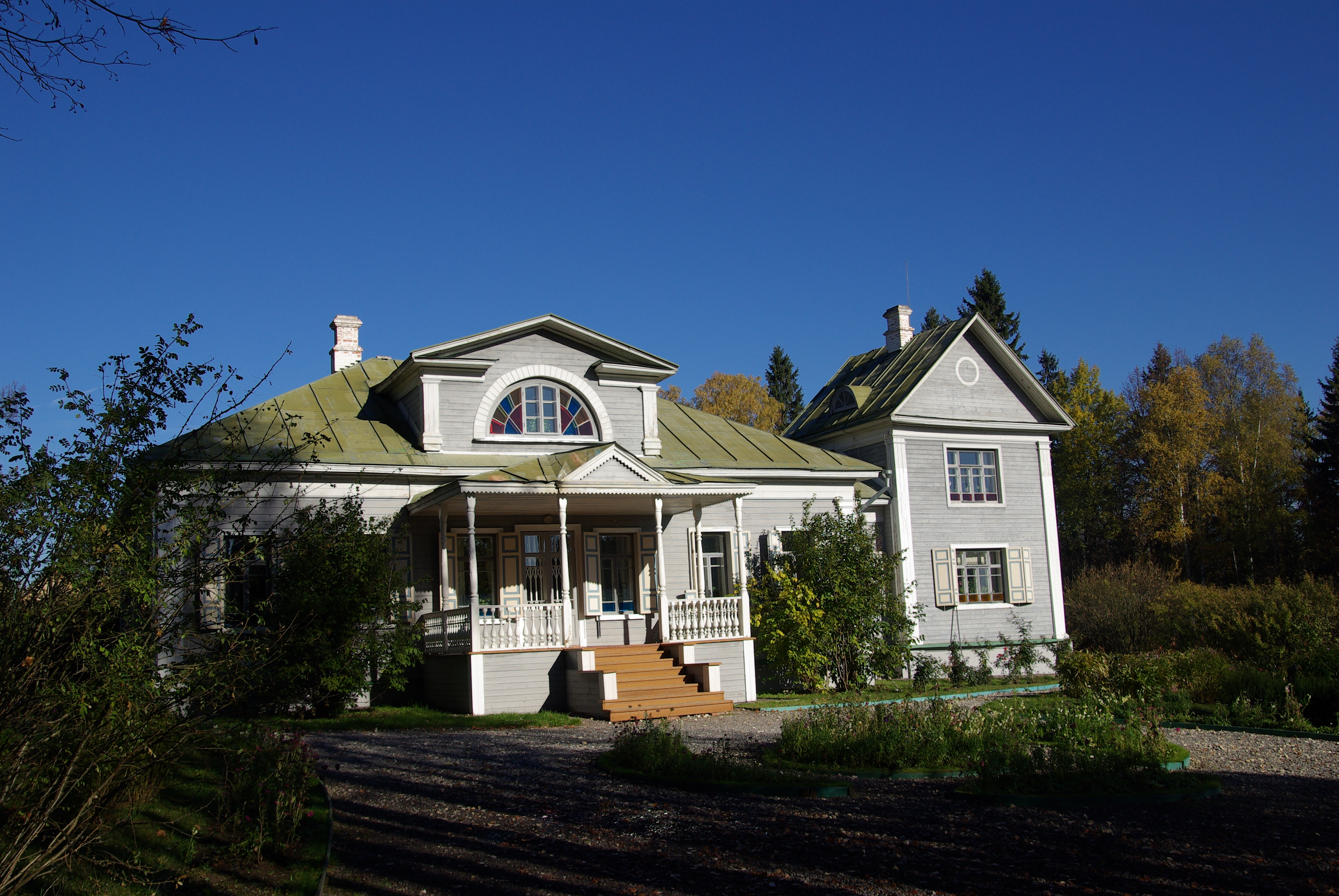
Шахматово